# Boutros Boutros-Ghali
Boutros Boutros-Ghali (بطرس بطرس غالى Buṭrus Buṭrus Ghālī , phát âm tiếng Ả Rập Ai Cập: [ˈbotɾos ˈɣæːli]; 14 tháng 11 năm 1922 – 16 tháng 2 năm 2016) là nhà ngoại giao và chính trị gia người Ai Cập. Ông là Tổng thư ký thứ sáu của Liên Hợp Quốc (UN) từ tháng 1 năm 1992 đến tháng 12 năm 1996. Từng là thứ trưởng Bộ Ngoại giao Ai Cập, Boutros-Ghali đã chứng kiến Liên Hợp Quốc ở thời điểm thế giới phải giải quyết với nhiều cuộc khủng hoảng, bao gồm chia rẽ Nam Tư và nạn diệt chủng Rwanda. Ông là Tổng thư ký đầu tiên của cộng đồng Pháp ngữ từ tháng 12 năm 1997 đến tháng 12 năm 2002.
Ông qua đời ngày 16 tháng 2 năm 2016 do gãy xương chậu tại một bệnh viện tại Cairo, hưởng thọ 93 tuổi.

## Tuổi trẻ
Boutros Boutros-Ghali sinh ra ở Cairo, Ai Cập, vào ngày 14 tháng 11 năm 1922 trong một gia đình Cơ đốc giáo Chính thống Coptic. Cha của ông Yusuf Butros Ghali là con trai của Boutros Ghali Bey sau đó là Pasha (cũng là tên của ông), là Thủ tướng Ai Cập từ năm 1908 cho đến khi ông bị ám sát vào năm 1910. Mẹ của ông, Safela Mikhail Sharubim, là con gái của Mikhail Sharubim (1861–1861– 1920), một công chức và nhà sử học lỗi lạc. Cậu bé được nuôi dưỡng bởi một bảo mẫu người Slovenia, một trong những người được gọi là [sl] Aleksandrinke; anh thân thiết với Milena, "người bạn tri kỷ vô giá của anh", hơn là với mẹ ruột của anh.

## Sự nghiệp chính trị
Sự nghiệp chính trị của Boutros-Ghali phát triển dưới thời tổng thống của Anwar Sadat. Ông là thành viên của Ủy ban Trung ương của Liên minh Xã hội Chủ nghĩa Ả Rập từ năm 1974 đến năm 1977. Ông giữ chức Bộ trưởng Bộ Ngoại giao Ai Cập từ năm 1977 đến đầu năm 1991. Sau đó, ông trở thành Thứ trưởng Bộ Ngoại giao trong vài tháng trước khi chuyển đến Liên Hợp Quốc . Với tư cách là Bộ trưởng Bộ Ngoại giao, ông đã tham gia vào các thỏa thuận hòa bình giữa Tổng thống Sadat và thủ tướng Israel Menachem Begin.

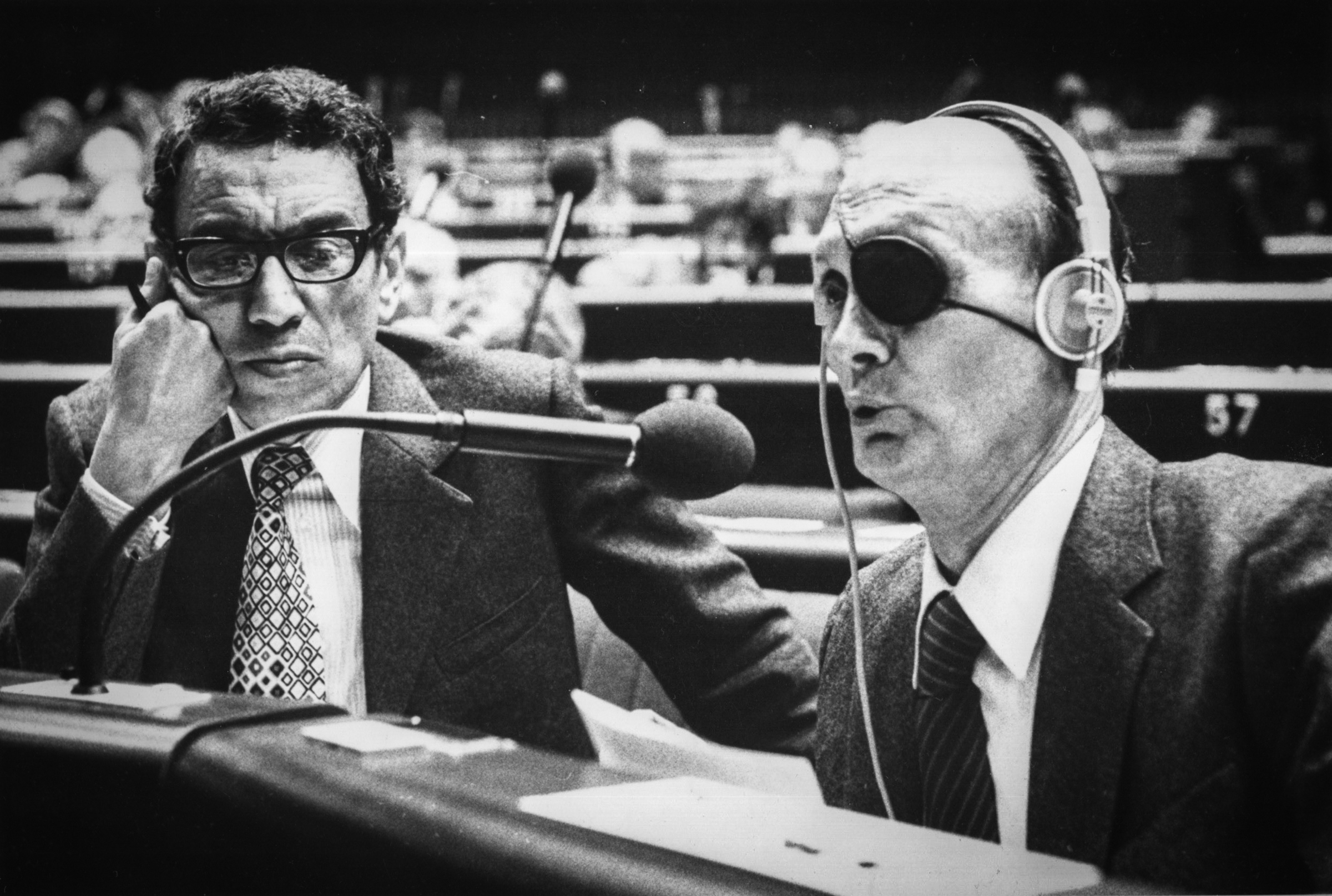
Boutros Boutros-Ghali và Moshe Dayan ở Hội đồng Châu Âu tại Strasbourg (tháng 10 năm 1979)

Theo nhà báo điều tra Linda Melvern, Boutros-Ghali đã phê duyệt một vụ bán vũ khí bí mật trị giá 26 triệu đô la cho chính phủ Rwanda vào năm 1990 khi ông còn là bộ trưởng ngoại giao, vũ khí được chế độ Hutu dự trữ như một phần của sự chuẩn bị khá công khai, lâu dài cho cuộc diệt chủng tiếp theo. Ông đang giữ chức vụ tổng thư ký Liên Hợp Quốc khi vụ giết người xảy ra bốn năm sau đó.

## Tổng thư ký Liên hợp quốc
Boutros-Ghali tranh cử Tổng thư ký Liên Hợp Quốc trong cuộc tuyển chọn năm 1991. Vị trí cao nhất tại Liên hợp quốc đang mở ra khi Javier Pérez de Cuéllar của Peru kết thúc nhiệm kỳ thứ hai và Châu Phi là quốc gia tiếp theo trong vòng luân chuyển. Boutros-Ghali đã hòa Bernard Chidzero của Zimbabwe trong hai vòng bỏ phiếu đầu tiên, dẫn trước một phiếu ở vòng 3 và tụt lại phía sau một phiếu ở vòng 4. Sau khi một số quốc gia rút lại sự ủng hộ của họ đối với Chidzero, do lo ngại rằng Hoa Kỳ Các quốc gia đang cố gắng loại bỏ cả hai ứng cử viên hàng đầu, Boutros-Ghali đã giành chiến thắng cách biệt ở vòng 5.
Boutros-Ghali đã bị chỉ trích vì Liên Hợp Quốc đã không hành động trong cuộc diệt chủng Rwandan năm 1994, trong đó hơn nửa triệu người đã thiệt mạng. Boutros-Ghali dường như cũng không thể tập hợp được sự ủng hộ của Liên Hợp Quốc để can thiệp vào Nội chiến Angola đang tiếp diễn. Một trong những nhiệm vụ khó khăn nhất trong nhiệm kỳ của ông là đối phó với cuộc khủng hoảng của Chiến tranh Nam Tư sau sự tan rã của Nam Tư cũ. Lực lượng gìn giữ hòa bình của Liên hợp quốc hoạt động kém hiệu quả ở Bosnia và Herzegovina, buộc NATO phải can thiệp vào tháng 12 năm 1995. Danh tiếng của ông vướng vào những tranh cãi lớn hơn về tính hiệu quả của Liên hợp quốc và vai trò của Hoa Kỳ trong Liên hợp quốc. Thủ tướng Malaysia Mahathir Mohamad kêu gọi Boutros-Ghali từ chức vì đã không có hành động kiên quyết để giúp giải quyết xung đột ở Bosnia-Herzegovina.
Boutros-Ghali tranh cử nhiệm kỳ thứ hai theo thông lệ vào năm 1996 mà không có ứng cử viên nào, bất chấp những nỗ lực của Hoa Kỳ nhằm phế truất ông. Đại sứ Hoa Kỳ Madeleine Albright đã yêu cầu Boutros-Ghali từ chức và đề nghị thành lập quỹ để ông ta điều hành, một đề nghị mà các nhà ngoại giao phương Tây khác gọi là "lố bịch". Áp lực ngoại giao của Mỹ cũng không có tác dụng, vì các thành viên khác của Hội đồng Bảo an vẫn kiên định ủng hộ Boutros-Ghali. Ông đã giành được 14 trong số 15 phiếu bầu tại Hội đồng Bảo an, nhưng lá phiếu phản đối duy nhất là quyền phủ quyết của Hoa Kỳ. Sau bốn cuộc họp bế tắc của Hội đồng Bảo an, Pháp đã đưa ra một thỏa hiệp, trong đó Boutros-Ghali sẽ được bổ nhiệm vào nhiệm kỳ ngắn hạn hai năm, nhưng Hoa Kỳ từ chối lời đề nghị của Pháp. Cuối cùng, Boutros-Ghali đã đình chỉ ứng cử của mình, trở thành Tổng thư ký thứ hai từng bị từ chối tái tranh cử bởi quyền phủ quyết, với Kurt Waldheim là người đầu tiên.
Từ năm 1997 đến 2002, Boutros-Ghali là Tổng thư ký của 9 La Francophonie, một tổ chức của các quốc gia nói tiếng Pháp. Từ năm 2002 đến 2005, ông là chủ tịch hội đồng quản trị của Trung tâm phía Nam, một tổ chức nghiên cứu liên chính phủ của các nước đang phát triển. Boutros-Ghali đã đóng một "vai trò quan trọng" trong việc thành lập Hội đồng Nhân quyền Quốc gia Ai Cập và giữ chức chủ tịch cho đến năm 2012.
Boutros-Ghali đã ủng hộ Chiến dịch Thành lập Hội đồng Nghị viện Liên Hợp Quốc và là một trong những người ký tên đầu tiên vào lời kêu gọi của Chiến dịch vào năm 2007. Trong một thông điệp gửi tới Chiến dịch, ông nhấn mạnh sự cần thiết phải thiết lập sự tham gia dân chủ của công dân ở cấp độ toàn cầu . Từ năm 2009 đến 2015, anh ấy cũng tham gia với tư cách là thành viên ban giám khảo cho Giải thưởng Ngăn ngừa Xung đột, được trao hàng năm bởi Fondation Chirac.

## Cuộc sống cá nhân
Vợ của Boutros-Ghali, Leia Maria Nadler, lớn lên trong một gia đình Do Thái Ai Cập ở Alexandria và cải đạo sang Công giáo khi còn là một phụ nữ trẻ.
Boutros-Ghali qua đời ở tuổi 93 tại một bệnh viện ở Cairo sau khi nhập viện vì gãy xương chậu hoặc chân vào ngày 16 tháng 2 năm 2016. Một lễ tang quân sự đã được tổ chức cho ông với những lời cầu nguyện do Giáo hoàng Tawadros II của Alexandria chủ trì. Ông được chôn cất tại Nhà thờ Petrine ở Abbassia, Cairo

## Sách
Dưới cương vị của Tổng thư ký, Boutros-Ghali đã viết An Agenda for Peace. Ông phát hành thêm hai tác phẩm:
- Egypt's road to Jerusalem: a diplomat's story of the struggle for peace in the Middle East. Random House. 1997. ISBN 0679452451. OCLC 35986224.
- Unvanquished: A US-U.N. Saga. Londres: I.B. Tauris. 1999. ISBN 186064497X. OCLC 492097893.